# Margaret Bakkes
Margaret Bakkes (14 december, 1931 - 29 juni 2016) was een Zuid-Afrikaanse schrijfster. Margaret Magdel Bakkes was het oudste kind van Hendrik Aucamp en Matilda de Villiers. Ze was met geschiedschrijver Cas Bakkes getrouwd en had vier kinderen: Johannes, Marius, Matilde en Christiaan. Twee van haar kinderen, C. Johan Bakkes en Christiaan Bakkes zijn ook schrijver.
Ze schreef meer dan dertig boeken en korte verhalen.

## Werk
- Die Reise Van Olga Dolsjikowa En Ander Omswerwinge
- Kroniek Van Die Sewe Blou Waens: Die Kort Lewe Van Gert Maritz
- Littekens: Stories En Memories
- Susanna Die Geliefde
- Waar Jou Skat Is
- Baksel in Die Môre
- Ontheemdes